# Browningia chlorocarpa
Browningia chlorocarpa ist eine Pflanzenart aus der Gattung Browningia in der Familie der Kakteengewächse (Cactaceae). Das Artepitheton chlorocarpa leitet sich von den griechischen Worten chloros für ‚grün‘ sowie karpos für ‚Frucht‘ ab.

## Beschreibung
Browningia chlorocarpa wächst baumförmig, erreicht Wuchshöhen von 1,5 Metern oder mehr und bildet eine dicht Krone aus, die auf einem kurzen Stamm sitzt. Die reich verzweigten Triebe sind trübgrün. Es sind neun bis zehn Rippen vorhanden, die in niedrige Höcker aufgelöst sind. Aus den darauf befindlichen bräunlichen Areolen entspringen bräunliche bis schwärzliche Dornen, die im Alter vergrauen. Die ein bis vier ungleich langen Mitteldornen sind kreuzweise angeordnet, stark pfriemlich und 3 bis 6 Zentimeter lang. Die acht bis zehn ausstrahlenden Randdornen weisen eine Länge von bis zu 1 Zentimeter auf.
Die Blüten sind rötlich orange. Die Art ist nur unzureichend bekannt.

## Verbreitung, Systematik und Gefährdung
Browningia chlorocarpa ist im Grenzgebiet der peruanischen Regionen Piura und Cajamarca bei Huancabamba verbreitet.
Die Erstbeschreibung als Cactus chlorocarpus erfolgte 1823 durch Karl Sigismund Kunth. William Taylor Marshall stellte die Art 1945 in die Gattung Browningia. Weitere nomenklatorische Synonyme sind Cereus chlorocarpus (Kunth) DC. (1828), Seticereus chlorocarpus (Kunth) Backeb. (1931), Gymnanthocereus chlorocarpus (Kunth) Backeb. (1937) und Lemaireocereus chlorocarpus (Kunth) Borg (1951).
In der Roten Liste gefährdeter Arten der IUCN wird die Art als „Near Threatened (NT)“, d. h. als gering gefährdet geführt.
“”

## Nachweise